# Paul Hince
Paul Frank Hince (* 2. März 1945 in Manchester; † 22. Juli 2023) war ein englischer Fußballspieler und Sportjournalist. In seiner kurzen Profilaufbahn Ende der 1960er-Jahre war er Teil des Kaders von Manchester City. Dort steuerte er in der Saison 1967/68 auf der rechten Flügelposition sechs Ligaspiele und zwei -tore auf dem Weg zum Gewinn der englischen Meisterschaft bei. Später arbeitete er als Journalist für die Manchester Evening News.

## Sportliche Laufbahn
Es deutete bei Hince wenig hin auf eine Karriere als Profifußballer. Vielmehr ließ er sich zum Journalisten ausbilden und dem Sport ging er lediglich in den Amateurligen von Manchester nach. Da er sich dort auf der rechten Außenbahn als Flügelspieler als talentiert erwies, wurde Manchester City auf ihn aufmerksam. Dabei stand er der Aussicht, seine sichere Anstellung für den Fußball zu gefährden, zunächst ablehnend gegenüber, aber schließlich gab er speziell dem Drängen von Co-Trainer Malcolm Allison nach. Hince, der bereits seit früher Jugend den „Citizens“ anhing, spielte sechs Partien auf Probe, bevor ihm ein dauerhafter Vertrag angeboten wurde. Bei seinem Ligadebüt gegen West Bromwich Albion schoss er am 25. März 1967 beide Tore zum 2:2-Remis. Es blieb der einzige Auftritt in der Spielzeit 1966/67, bevor er in der Meistersaison 1967/68 noch einmal in sechs Partien zum Einsatz kam und dabei zwei Tore schoss.
Es stellte sich heraus, dass ihm der permanente Durchbruch auf höchstem sportlichen Niveau versagt bleiben sollte. So verwarf er diese Karriereoption schnell und fortan lief er nur noch in den unteren Profiligen für Charlton Athletic (1968–1969, 2. Liga), den FC Bury (1969–1970, 2. und 3. Liga) und Crewe Alexandra (1970–1971, 4. Liga) auf. Seine letzte Station war dann im Amateurbereich Macclesfield Town in der Northern Premier League.

## Berufliche Laufbahn
Nach seinem Rückzug als aktiver Spieler kehrte Hince zum Journalismus zurück und arbeitete fortan für die Manchester Evening News. Dort begann er als Korrespondent von Manchester City. Er geriet in einer Zeit, in der sein Ex-Klub während des Machtkampfs zwischen Peter Swales und seinem ehemaligen Mitspieler Francis Lee turbulente Zeiten durchlief, häufig zwischen die Fronten. Sein Verhältnis zu Lee verschlechterte sich fundamental; dazu wurde er gleichsam von Trainer Alan Ball beschimpft und für den Abstieg des Vereins 1996 verantwortlich gemacht. Danach arbeitete er als Chef-Sportjournalist und England-Korrespondent. In seinen späteren Jahren vor seiner Pensionierung 2006 schrieb er eine wöchentliche Kolumne, wobei er gleichsam bei Anhängern von Manchester City und beim Lokalrivalen Manchester United berüchtigt blieb. 2009 verfasste er eine Biografie mit dem selbstironischen Titel „Memories... Of a Failed Footballer and a Crap Journalist.“